# Вах (річка)
Вах (рос. Вах) — річка в Росії, права притока Обі, тече Західно-Сибірською рівниною у східній частині Ханти-Мансійського автономного округу.

## Фізіографія
Вах починається на обсько-єнісейсько-тазівському вододілі, на кордоні між Красноярським краєм і Ханти-Мансійським автономним округом і звідти тече на захід рідконаселеними тайговими землями Західно-Сибірської рівнини. Недалеко до гирла він повертає на південь і впадає в Об десь за 15 км вище Нижньовартовська. Перед впадінням в Об його русло має 300 м завширшки і глибину до 5 м; швидкість плину 0,5 м/с.
Головні притоки: справа — Кисйоган, Кулинігол, Сабун, Колікйоган, зліва — Великий Мегтигйоган.
Річка має рівнинний характер на всьому протязі; річище надзвичайно звивисте.

## Гідрологія
Довжина річки 964 км, площа басейну 76,7 тис. км². Середньорічний стік, виміряний у села Лобчинське (у середній течії за 253 км від гирла) становить 534 м³/c. Мінімум спостерігається у березні (187 м³/c), максимум — у червні (1679 м³/c). Багаторічний мінімум стоку спостерігається у березні (32,4 м³/с), максимум — у травні (255 м³/с). За період спостережень абсолютний мінімум місячного стоку (141 м³/с) спостерігався у березні 1969 року, абсолютний максимум (2450 м³/с) — у червні 1959.
Живлення снігове і дощове. Вах замерзає у жовтні, скресає наприкінці квітня — у травні.

## Інфраструктура
Річка судноплавна на 432 км від гирла (до впадіння Сабуна і звідси на 6 км вверх по Сабуну до села Лар'як). Її права притока Колікйоган судноплавна на 253 км від впадіння у Вах до пристані Подбаза.
Населені пункти на Ваху: Корлики, Великий Лар'як, Лар'як, Охтеур'є, Большетархово. Басейн Ваху є зоною традиційного розселення східних груп хантів.
В низов'ях Ваху розвідані значні родовища нафти, зокрема Самотлорське родовище.